# Ладиженський Геннадій Олександрович
Ладиженський Геннадій Олександрович (22 січня (3 лютого) 1853 — 2 лютого (15 лютого) 1916) — російський художник, живописець-пейзажист, академік Петербурзької академії мистецтв, член Товариства південноросійських художників.

## Біографія
Ладиженський народився в місті Кологривов, Костромської області, 22 січня 1853 в родині чиновника.
У 1870 році він проти волі батька вступив до Академії мистецтв, а в травні наступного року був зарахований учнем першого курсу архітектурного відділення.
У 1872 готував креслення і акварельні види церков XVI століття в Ярославлі, Костромі і Нижньому Новгороді. Пізніше був учнем професора М. К. Клодта по пейзажної живопису. Велику роль у становленні Ладиженського як художника зіграли також І. І. Шишкін, І. Н. Крамський і К. К. Костанді.
Повернувшись з цих творчих відряджень, Ладиженський подав прохання про те, щоб його виключили з архітектурного відділення і зарахували учнем живописного відділення. «Малювання цих стародавніх архітектурних пам'ятників, — пише він у своїй автобіографії, — діючи на мене чарівно своєї старовиною, як ніби підказали мені пряме призначення — бути
живописцем».
Заняття живописом весь час йшли інтенсивно. У період 1875—1878 роки було написано досить багато невеликих картин для виставок — Академічної та Товариства заохочення художників. Серед них виділялася типова для цього періоду картина «У Петербурзі», придбана П. М. Третьяковим для своєї галереї.
У 1879 Ладиженський отримав звання художника 2-го ступеня. Викладав у художній школі одеського товариства витончених мистецтв. Працював як олійними фарбами, так і аквареллю.
Викладав малювання в училищах Одеси (1882—1914).
З 1890 року в Одесі стали щорічно влаштовуватися виставки «Товариства південно-російських Художників». Ладиженський — один з організаторів Товариства передав на першу виставку дев'ять робіт, майже всі виконані аквареллю, улюбленою технікою художника. (У колі одеських художників він навіть отримав звання «короля акварелі».)
Перша виставка Товариства мала успіх. Наступного року було вирішено відкрити другу виставку, а надалі показувати виставки в Харкові, Севастополі, Кишиневі, Сімферополі та Кременчуці. «Товариство» відіграло велику роль у розвитку культурного життя Одеси.
Сам Ладиженський брав діяльну участь в роботі створеного «Товариства», щорічно передавав свої картини на виставки, включно до 1897 року, коли він вийшов з кола членів товариства. У 1907 році він знову взяв участь у виставці, але вже як експонент.
У 1892 році Ладиженський зробив дві поїздки — в Туреччину і на Кавказ. Барвиста південна природа знайшла в художнику свого тонкого митця («Дарьяльська ущелина», «Босфор», «Терек» та інші акварелі, що зберігаються в Кологрівському музеї).
У 1899 році в Одесі була відкрита друга персональна виставка творів Ладиженського, понад 100 картин. З них найбільш видатною була картина «Хаджибей» (Одеський художній музей).
В період революції 1905 року Ладижинський відгукнувся на події, що відбувалися. Серія його акварельних ескізів дає уявлення про роботу Червоного Хреста під час погрома в Одесі. На звороті одного з цих малюнків рукою художника олівцем записано:
«Замальовано в Одесі на Старопортофранківській вулиці під час погрому 22 жовтня 1905 г.».
У 1910 році художник здобув звання академіка Петербурзької академії мистецтв.
Заслужений діяч мистецтв І. І. Бродський у своїй автобіографії, розповідаючи про перебування в Одеському художньому училищі, писав:
«Я вважаю Ладиженського чудовим педагогом … Я прийшов в клас (Ладиженського), не знаючи, як тримати пензель, не знаючи навіть, як фарби вичавити на палітру і як їх складати … Ладиженський просидів за моїм мольбертом дві години і написав невеличкий фрагмент натюрморту. За ці дві години Ладиженський дав мені все, що потрібно для майбутнього художнику. Я вчився потім в Академії у багатьох nрофессорів, в тому числі і у Рєпіна, але вважаю, що ці дві години, які провів у мого полотна Ладиженський дали мені більше, ніж упродовж усіх років навчання в Академії».
Ладиженський створив сотні картин, виховав десятки учнів, серед яких Б. І. Анісфельд, Ю. Р. Бершадський, П. О. Нілус і багато інших.

## Вибрані твори (неповний перелік)
- "Залізничний міст на р. Маріцці, зайнятий авангардом діючої армії 4 січня 1878 "
- «Барбошський міст і станція на р.. Серрет, зайняті 29-м драгунським полком у день оголошення війни з турками, у 1877 р.»
- "Фортеця Хаджибей, Одеса "(перебуває в Одеському художньому музеї),
- «Вівці на сніговій галявині»
- «Отара в степу»
- «Новий базар, Одеса»
- «Сценка в порту, Одеса»
- «Рятувальна станція в Одесі»
- «Крим. Місячна ніч»
- «Рибалки»(знаходиться в Третьяковській галереї),
- «Кури»(там само),
- «У Петербурзі»(там само),
- «Дуби»
- «Рання весна»
- «Вуличка в Константинополі»
- «Пристань. Річка Унжа»

## Вибрані твори (галерея)

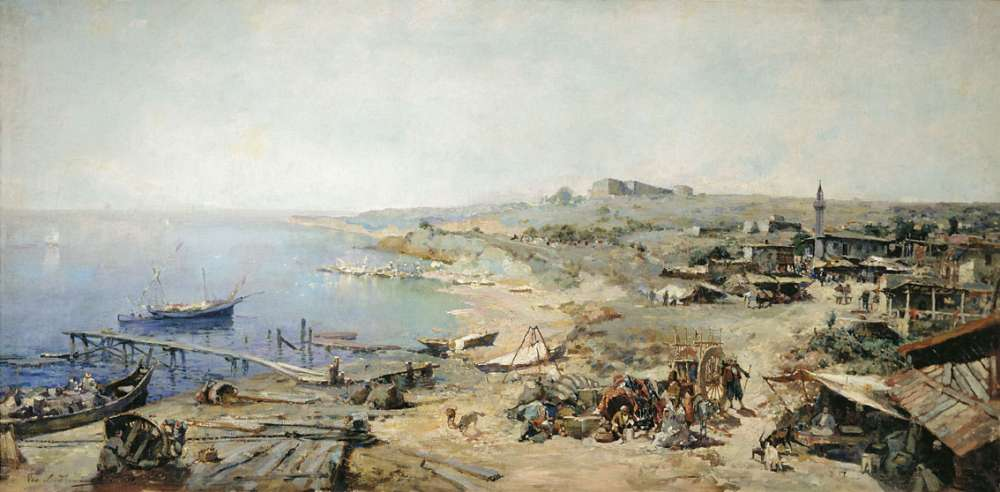
«Фортеця Хаджибей, Одеса», 1899. Одеський художній музей
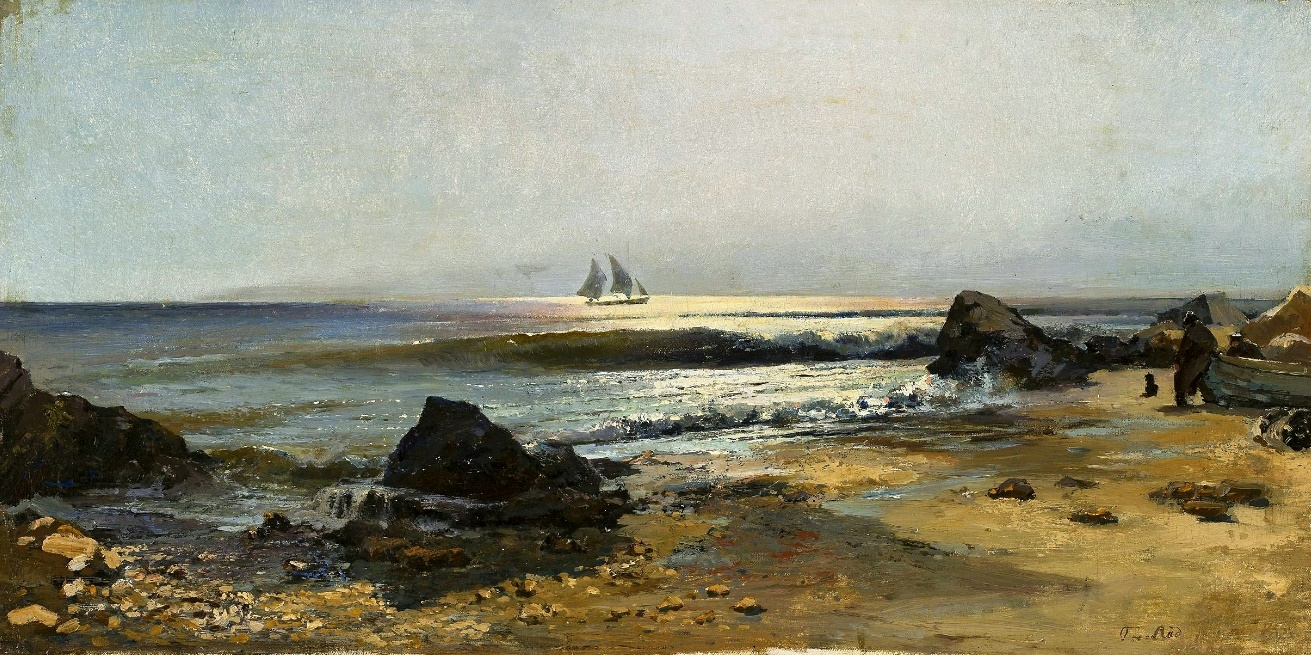
Ладиженський Г.О. «Краєвид з човном і рибалками на березі», 1886
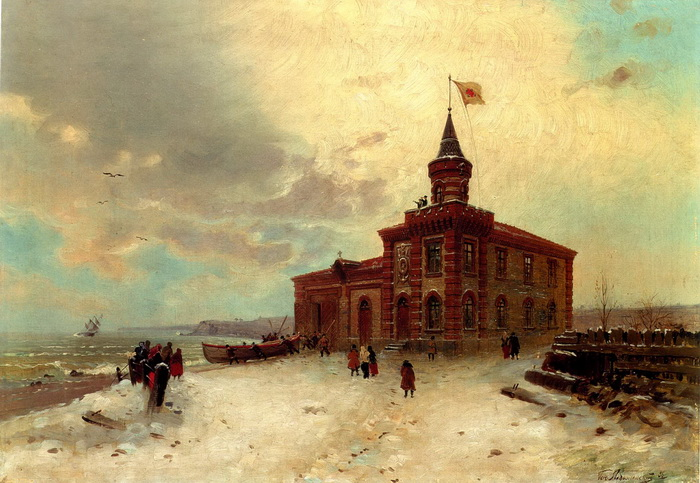
«Рятувальна станція в Одесі», 1886. Національний художній музей України, Київ
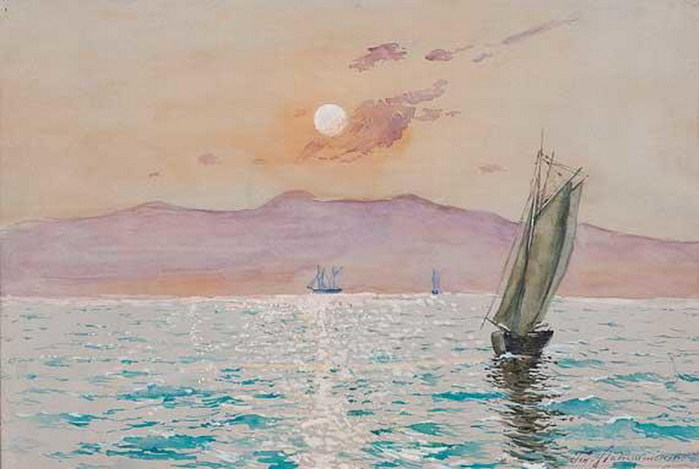
«Крим. Місячна ніч»
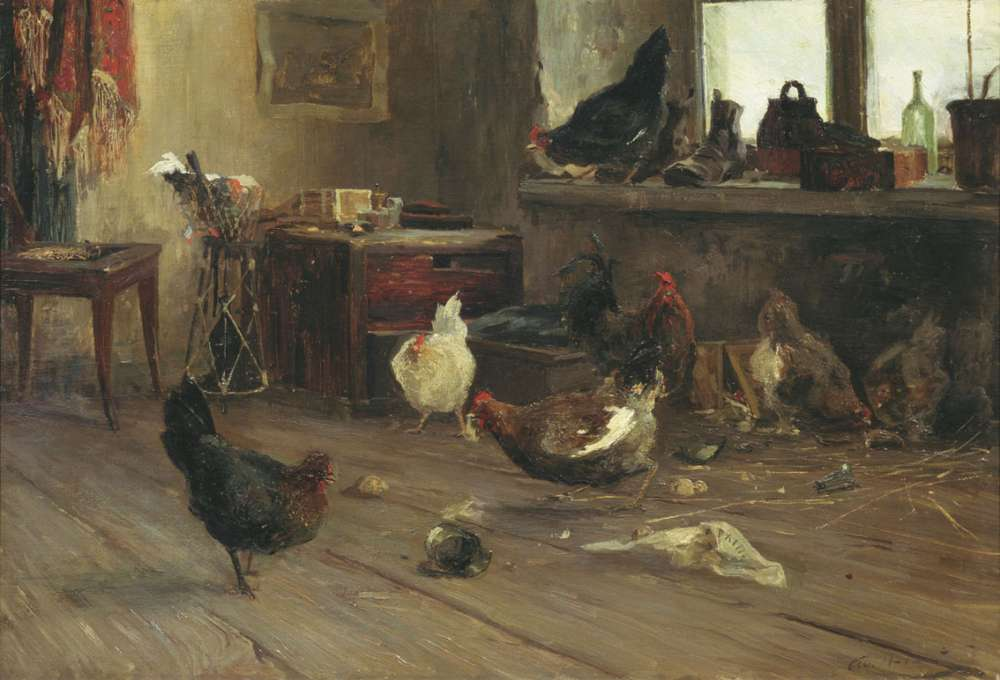
«Кури», холст, масло — Державна Третьяковська галерея